# Aaadonta constricta komakanensis
Aaadonta constricta komakanensis là một phân loài ốc cạn, động vật thân mềm chân bụng thuộc họ Endodontidae. Đây là loài đặc hữu của Palau, từng được tìm thấy ở đảo Koror, những đã biến mất từ năm 1936. Nếu loài này vẫn còn tồn tại, chúng hiện bị đe dọa bởi sự phá hủy hoặc thay đổi môi trường sống.